# بنهم هيل (باركشير)
بنهم هيل (بالإنجليزية: Benham Hill)‏ هي قرية تقع في المملكة المتحدة في جنوب شرق إنجلترا.